# Ilford HP
HP — це чорно-біла плівка традиційної зернистості, виробництво компанії Ilford Photo. Вона спершу виготовлялася у вигляді панхроматичних пластини з 1931 рок. Від того часу зазнала багато модифікацій та версій, останньою з яких є HP5 plus (HP5+) що випускається і сьогодні. Основним конкурентом Ilford HP5 Plus є Kodak Tri-X 400. 
HP зазнала дві зміни світлочутливості за свою історію, але лише одну фактичну зміну емульсії. У 1960 році емульсія 200 ISO/ASA була перейменована в 400 ISO/ASA без жодних змін у формулі. Чутливість 200 ISO/ASA включала запас надійності експозиції, але з удосконаленням люксометрів це стало непотрібним, тому швидкість було перейменовано у 400 ISO/ASA.
| HP3                 | HP3                                 |
| ------------------- | ----------------------------------- |
|                     |                                     |
| Чутливість          | ISO 125/22° ISO 200/24° ISO 400/27° |
| Тип                 | чорно-біла плівка                   |
| Початок виробництва | 1941                                |
| Знята з виробництва | 1969                                |
| Замінена            | HP4                                 |

З 23 вересня 2005 року Ilford повернула у виробництво свою чорно-білу одноразову камеру, яка пропонує 27 знімків на плівку HP5 plus. 

## Список джерел
1. ↑  Ilford History and Chronology. Процитовано 27 липня 2008.
2. ↑   (Пресреліз). {{cite press release}}: Зовнішнє посилання в |archive-date= (довідка); |archive-date= вимагає |archive-url= (довідка); Вказано більш, ніж один |archivedate= та |archive-date= (довідка); Пропущений або порожній |title= (довідка)

## Зовнішні посилання
- Ilford HP5 plus